# Списък на социалистически държави
Това е списък (по начална година) на страни, бивши и настоящи, които са се самоопределили като соцалистически чрез своето име или чрез конституциите си.
- Азербайджан, Беларус, Грузия, Казахстан, Киргизстан, Литва, Латвия, Молдова, Армения, Таджикистан, Тюркменистан, Украйна:
- Наисаар (1917 – 1918)
- Русия: Тану Тува (1917 – 1944)
- СССР: РСФСР (1917 – 1991)
- СССР: Узбекска ССР (1917 – 1991)
- СССР (1917 – 1991)
- Литва-Беларус (1918 – 1919)
- Естония: Естонска комуна (1918)
- Германия: Елзаска съветска република (1918)
- Баварска съветска република (1918 – 1919)
- Унгария: Унгарска съветска република (21 март – 6 август 1919)
- Словакия (1919)
- Далекоизточна република (1920 – 1922)
- Бухара (1920 – 1924)
- Иран: Гилан (1920 – 1921)
- Хорезъм (1920 – 1923)
- Монголия (1921 – 1991)
- Финландия (1939 – 1940)
- СССР: Естонска ССР (1939 – 1941, 1945 – 1991)
- България (1944 – 1989)
- Полша (1944 – 1989)
- Кюрдистан (1945 – 1946)
- Махабад (1945 – 1946)
- Народен Азербайджан (1945 – 1946)
- Албания (1945 – 1992)
- Югославия (1946 – 1991)
- Северна Корея (1948)
- Румъния (1948 – 1989)
- Унгарска народна република (1949 – 1989)
- ГДР (1949 – 1989)
- Чехословакия (1948 – 1989)
- Република Конго (1960 – 1990)
- Мианмар (1962 – 1989) – бирмански социализъм, съчетаващ марксизъм и тхеравада-будизъм.
- Йемен (1969 – 1990)
- Етиопия (1974 – 1991)
- Камбоджа (1975 – 1989)
- Бенин (1975 – 1989)
- Ангола (1975 – 1991)
- Афганистан (1978 – 1992)
- Гренада (1979 – 1983)
- Мозамбик (1975 – 1990)
- Сомалия (1968 – 1976)
- Узбекистан:
- Франция (1871)
- Виетнам (1945 – )